# Понт-Канавезе
Понт-Канавезе (итал. Pont-Canavese) — коммуна в Италии, располагается в регионе Пьемонт, в провинции Турин.
Население составляет 3822 человека (2008 г.), плотность населения составляет 199 чел./км². Занимает площадь 19 км². Почтовый индекс — 10085. Телефонный код — 0124.
Покровителем населённого пункта считается святой San Costanzo di Niardo, празднование 21 сентября.

## Демография
Динамика населения:

## Администрация коммуны
- Официальный сайт: http://www.comune.pontcanavese.to.it/